# Елизавета: Королева английская
«Елизавета: Королева английская» (англ. Elizabeth R) — драматический телесериал BBC, состоящий из шести 85-минутных серий, в которых Гленда Джексон играет английскую королеву Елизавету I в главной роли. Впервые он транслировался на BBC2 с февраля по март 1971 года на АABC в Австралии и в Америке на канале PBS в составе антологии «Masterpiece Theater».

## История создания
Съёмки сериала проходили в различных местах, в том числе в Пенсхёрст-плейс, который использовался как территория замка королевы, и в замке Чиддингстоун в Кенте.
Первый эпизод транслировался 17 февраля 1971 года, и развитие сюжета началось с 1549 года, повествуя о предшествующих трудностях при восхождении на престол тогдашней принцессы Елизаветы. Последний эпизод вышел на экраны 24 марта 1971 года, в 368-ю годовщину смерти королевы (24 марта 1603 года).
Сериал последовал за успешным сериалом «The Six Wives of Henry VIII» («Шесть жён Генриха VIII») 1970 года, некоторые актёры которого сыграли свои роли в «Королеве английской» (все в первом эпизоде) из более раннего сериала, из их числа Бернард Хептон в роли Томаса Кранмера, Бэзил Дигнэм в роли епископа Гардинера и Розали Кратчли в роли Екатерины Парр.
В феврале 1972 года «Елизавета: Королева английская» впервые вышла в эфир в США в рамках сериала «Masterpiece Theatre», тогда его ведущим был Алистер Кук на канале PBS. Летом 1972 года он был ретранслирован с рекламой на местной станции WOR-TV Channel 9 в Нью-Йорке.
Игра Гленды Джексон в главной роли принесла ей две премии «Эмми» — за лучшую женскую роль в драматическом сериале и лучшую женскую роль в специальном фильме/телешоу (за эпизод «Тень в лучах солнца»). Сам сериал получил премию «Эмми» в номинации «Лучший драматический сериал» в 1972 году (первый британский сериал, когда-либо получивший американскую телевизионную премию, до того, как два года спустя «Вверх и вниз по лестнице» получил эту награду). Примерно в то же время Джексон также сыграла Елизавету в фильме «Мария — королева Шотландии» (1971).
Художник по костюмам Элизабет Уоллер получила премию «Эмми» за свои проекты, она воссоздала многие из исторических платьев Елизаветы, адаптировав их из ряда официальных портретов королевы. Позже они были выставлены в Хэмптон-корт.
В «Елизавете: Королеве английской» снялись многие известные британские актёры, в том числе Малкольм МакФи, Майкл Уильямс, Маргаретта Скотт, Джон Вудвайн, Джеймс Лоренсон, Анджела Торн, Брайан Уайлд, Робин Эллис, Роберт Харди и Питер Иган.
Сериал был спародирован в «Летающем цирке Монти Пайтона» в абсурдистском скетче, где японский кинорежиссёр, неубедительно замаскированный под Лукино Висконти, заставляет актеров выступать в роли двора королевы Елизаветы, сидя на мотороллерах и говоря на ингрише. Поэтому название было изменено на «Эризабет Л.».
«Елизавета: Королева английская» выпущена на DVD для региона 1 в 2001 году компанией BBC Warner, а затем переиздана BBC Worldwide в 2011 году. Выпуск DVD для региона 2 выпустила 2 Entertain в 2006 году.

## В ролях
| Актёр            | Роль                                    |
| ---------------- | --------------------------------------- |
| Гленда Джексон   | Елизавета I                             |
| Роберт Харди     | Роберт Дадли, граф Лестер               |
| Рональд Хайнс    | Уильям Сесил, 1-й барон Бёрли           |
| Стивен Мюррэй    | Фрэнсис Уолсингем                       |
| Джон Шрэпнел     | Томас Рэдклифф, 3-й граф Сассекс        |
| Бернард Хорсфолл | Кристофер Хаттон                        |
| Робин Эллис      | Роберт Деверё, 2-й граф Эссекс          |
| Джейсон Кемп     | Эдуард VI                               |
| Дафна Слейтер    | Мария I                                 |
| Вивиан Пиклз     | Мария Стюарт                            |
| Хэмилтон Дайс    | Эмиас Паулет                            |
| Рэйчел Кемпсон   | Кэт Эшли                                |
| Питер Джефри     | Филипп II                               |
| Маргаретта Скотт | Екатерина Медичи                        |
| Майкл Уильямс    | Франсуа, герцог Алансонский и Анжуйский |
| Джеймс Лоренсон  | Жан де Симье                            |
| Дэвид Коллингс   | Энтони Бабингтон                        |

| Актёр          | Роль                                    |
| -------------- | --------------------------------------- |
| Бернард Холли  | Гилберт Гиффорд                         |
| Дэвид Неттхейм | Томас Филлипс                           |
| Джон Грэхэм    | Уильям Дэвисон                          |
| Джон Вудвайн   | Фрэнсис Дрейк                           |
| Питер Хауэлл   | Чарльз Говард, 1-й граф Ноттингем       |
| Джон Неттлтон  | Фрэнсис Бэкон                           |
| Анджела Торн   | Летиция Ноллис                          |
| Хью Диксон     | Роберт Сесил, 1-й граф Солсбери         |
| Николас Шелби  | Уолтер Рэли                             |
| Клиффорд Роуз  | Томас Эгертон, 1-й виконт Брэкли        |
| Джон Ронэйн    | Томас Сеймур, 1-й барон Сеймур из Садли |
| Бернард Хептон | Томас Кранмер                           |
| Бэзил Дигнэм   | Стивен Гардинер, епископ Винчестерский  |

| Актёр            | Роль                                 |
| ---------------- | ------------------------------------ |
| Джон Руддок      | Джон Уитгифт                         |
| Розали Кратчли   | Екатерина Парр                       |
| Брайан Уайлд     | Ричард Топклифф                      |
| Дэвид Гарфилд    | Джон Баллард                         |
| Питер Иган       | Генри Ризли, 3-й граф Саутгемптон    |
| Хейден Джонс     | Чарльз Блаунт, 8-й барон Маунтжой    |
| Патрик О’Коннелл | Аод Большой мак Феардорха О’Нейлл    |
| Соня Фрайзер     | Элизабет Ризли, графиня Саутгемптон  |
| Ширли Диксон     | Пенелопа Рич                         |
| Джудит Соут      | Фрэнсис Сидни, графиня Сассекс       |
| Раф Де Ла Торре  | Джон Ди                              |
| Майкл Калвер     | Джон Треганнон                       |
| Сара Фрэмптон    | леди Джейн Грей                      |
| Филип Брэк       | Джон Дадли, 1-й герцог Нортумберленд |
| Роберт Барри     | Гилфорд Дадли                        |

## Эпизоды
| № | Название                       | Дата премьеры   |
| --- | ------------------------------ | --------------- |
| 1 | «Львиная доля»                 | 17 февраля 1971 |
| Хрупкая преемственность знаменует опасные времена для юной принцессы Елизаветы. Едва избежав причастности к попытке сэра Томаса Сеймура похитить её болезненного сводного брата, молодого короля Эдуарда VI, она непреднамеренно становится номинальной фигурой протестантского восстания, возглавляемого Томасом Уайеттом Младшим, когда её сводная сестра королева Мария I, набожная католичка, вступает на престол. |                                |                 |
| 2 | «Брачная игра»                 | 24 февраля 1971 |
| Новой королеве Елизавете I 25 лет, и она не замужем. Её советник — мужчина, которому она доверяет больше всего, сэр Уильям Сесил, — убеждает её быстрее выйти замуж (среди прочих уважительных причин для обеспечения преемственности). Только лорд Роберт Дадли, её мастер-конюший, а также граф Лестер, кажется, интересует королеву. |                                |                 |
| 3 | «Тень в лучах солнца»          | 3 марта 1971    |
| Елизавета встречает своего самого завидного жениха: Франсуа, герцога Алансонского, младшего брата французского короля. Потенциальный брак укрепит желанный союз Франции с Англией. Несмотря на растущую оппозицию пуритан в стране (которую её ревностно-антикатолический советник сэр Фрэнсис Уолсингем втайне одобряет), Елизавета кажется очарованной остроумным Франсуа. Поскольку её обязанности как королевы вступают в противоречие с её женскими чувствами, Елизавета стоит перед самым трудным решением. |                                |                 |
| 4 | «Страшный заговор»             | 10 марта 1971   |
| Пока жива заключённая в тюрьму Мария, королева Шотландии, она находится в центре внимания заговорщиков и революционеров. Несмотря на жёсткие запреты на мятежи католиков, Мария (находящаяся в изгнании внутри страны и пленница Елизаветы почти двадцать лет) вдохновляет на серьёзную попытку свергнуть Елизавету. Елизавета боится, что смерть Марии осудит её в глазах Бога. |                                |                 |
| 5 | «Английское предприятие»       | 17 марта 1971   |
| Слабый король Испании Филипп II жаждет отомстить за смерть Марии, королевы Шотландии (и, кстати, вступить в наследство от неё как католического претендента на английский престол, которое Мария завещала ему). Филипп призывает неподготовленный флот, которым командует некомпетентный герцог Медина Сидония, отправиться в Англию. Даже когда Елизавета упрекает каперов на совете (и Уолсингема, и сэра Фрэнсиса Дрейка) в надежде на мир, Испанская армада появляется на горизонте Англии. Её судьба и будущее страны теперь находятся в руках Дрейка и ВМС.                                                                                      |                                |                 |
| 6 | «Подлинно английская гордость» | 24 марта 1971   |
| Роберт Деверё, граф Эссекс — народный фаворит. Ему и Чарльзу Говарду удалось захватить и разграбить испанский порт Кадис. Эссексу предоставляется прекрасная возможность прийти к власти, став лордом-наместником Ирландии и подавив восстание во главе с О'Нилом, графом Тироном, но он теряет свою армию, заключает бесславное перемирие с О'Нилом и возвращается в Англию без разрешения. После неудачного восстания против королевы в Лондоне его казнят. Старая королева сияет в своем последнем обращении к парламенту, но вскоре умирает. Её последнее действие — кивок Роберту Сесилу на его вопрос о её преемнике, короле Шотландии Якове VI. |                                |                 |